# Tadao Kobayashi
Tadao Kobayashi, född 7 juli 1930 i Kanagawa prefektur, Japan, är en japansk tidigare fotbollsspelare.